# Ferdinand May (Mediziner)
Ferdinand May (* 12. Januar 1898 in München; † 24. Juli 1978 ebenda) war ein deutscher Urologe sowie Hochschullehrer.

## Leben
Ferdinand May, Sohn des Arztes Dr. med. Ferdinand May senior sowie der Maria geborene Kaulbach, wandte sich nach dem Abitur dem Studium der Medizin an den Universitäten Freiburg und München zu, 1922 legte er das medizinische Staatsexamen ab, im Folgejahr wurde er zum Dr. med. promoviert.
Nachdem Ferdinand May im Anschluss acht Jahre am chirurgischen Krankenhaus in München-Schwabing tätig gewesen war, ließ er sich 1931 als freipraktizierender Urologe nieder, 1938 wechselte er auf die Chefarztstelle des Urologischen Krankenhauses der Stadt München. Zusätzlich habilitierte er sich 1950 als Privatdozent für das Fach Urologie an der LMU München, dort erfolgte 1956 seine Beförderung zum außerplanmäßigen Professor, 1958 zum außerordentlichen Professor, 1966 wurde er emeritiert. May, Mitglied der Deutschen Gesellschaft für Urologie und der Internationalen Gesellschaft für Urologie befasste sich insbesondere mit Prostataerkrankungen und mit der Neuentwicklung von Instrumenten.
Ferdinand May war mit der 1960 verstorbenen Elisabeth geborene Niggl verheiratet, mit der er einen Sohn hatte. Der 1965 mit dem Bayerischen Verdienstorden Ausgezeichnete starb 1978 im 81. Lebensjahr.

## Publikationen
- Die Geschwulstbildungen des Blasenhalses, Habilitationsschrift,  Urban & Schwarzenberg, 1949
- Wandlungen in der Behandlung der Urogenitaltuberkulose, In: Deutsche Medizinische Wochenschrift 479 und 492, 1955
- Die Operationen der Prostata, 1958